# Daytime Emmy Awards 2013
La cerimonia della 40ª edizione dei Daytime Emmy Awards (40th Daytime Emmy Awards) si è tenuta al Beverly Hilton Hotel di Beverly Hills il 16 giugno 2013.
Le candidature erano state annunciate il 1º maggio 2013.

## Daytime Emmy Awards
I vincitori sono evidenziati in grassetto in cima all'elenco di ciascuna categoria.

### Soap opera

#### Miglior serie TV drammatica
- Il tempo della nostra vita (Days Of Our Lives)
  - Beautiful (The Bold and the Beautiful)
  - Febbre d'amore (The Young and the Restless)
  - General Hospital
  - Una vita da vivere (One Life To Live)

#### Miglior attore in una serie TV drammatica
- Doug Davidson – Febbre d'amore
  - Peter Bergman – Febbre d'amore
  - Michael Muhney – Febbre d'amore
  - Jason Thompson – General Hospital

#### Miglior attrice in una serie TV drammatica
- Heather Tom – Beautiful
  - Susan Flannery – Beautiful

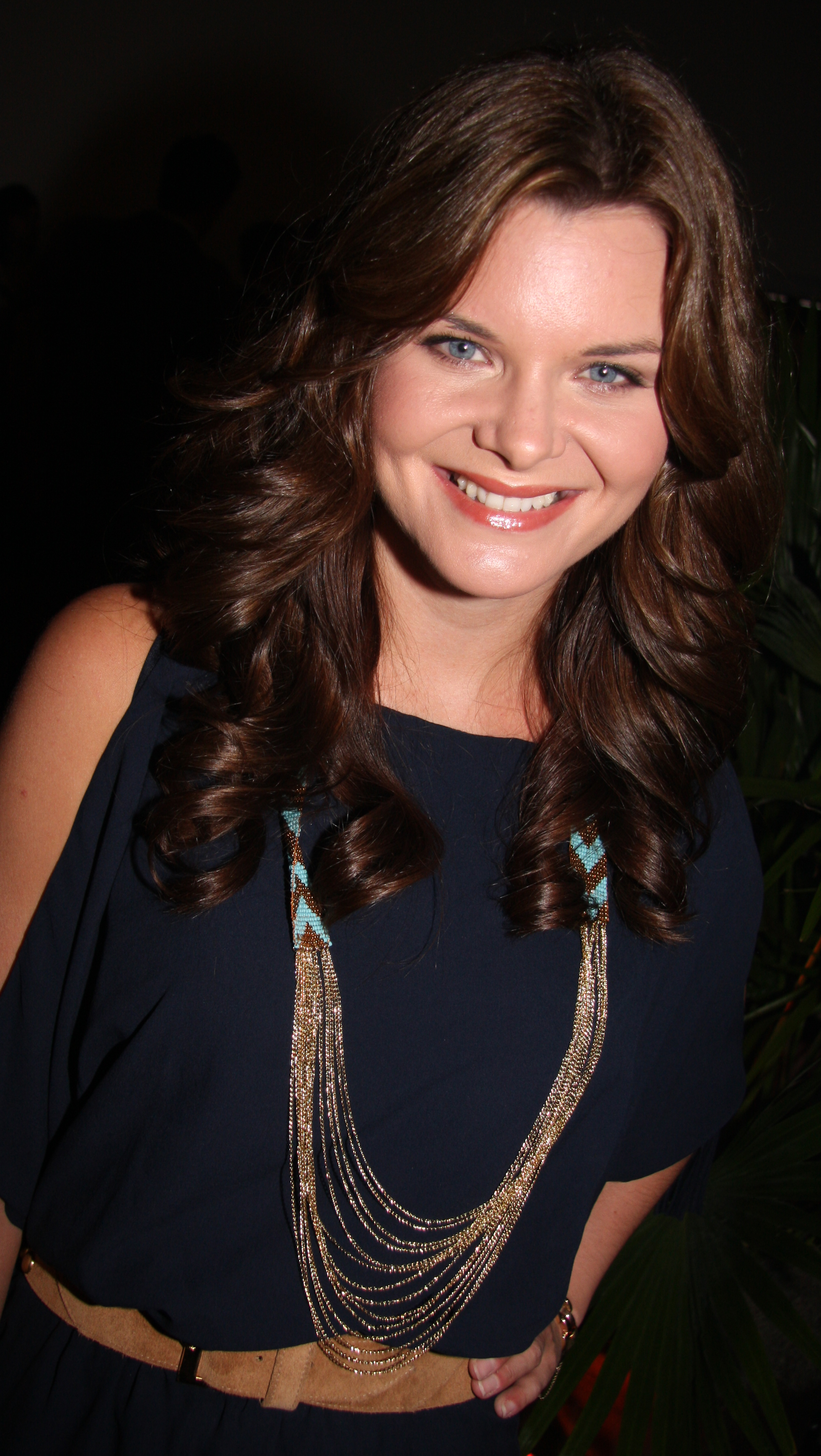
Heather Tom, miglior attrice in una serie TV drammatica

  - Peggy McCay – Il tempo della nostra vita
  - Michelle Stafford – Febbre d'amore

#### Miglior attore non protagonista in una serie TV drammatica
- Scott Clifton – Beautiful
- Billy Miller – Febbre d'amore
  - Bradford Anderson – General Hospital
  - Jeff Branson – Febbre d'amore

#### Miglior attrice non protagonista in una serie TV drammatica
- Julie Marie Berman – General Hospital
  - Melissa Claire Egan – Febbre d'amore
  - Jessica Collins – Febbre d'amore
  - Katherine Kelly Lang – Beautiful
  - Arianne Zucker – Il tempo della nostra vita

#### Miglior giovane attore in una serie TV drammatica
- Chandler Massey – Il tempo della nostra vita
  - Max Ehrich – Febbre d'amore
  - Bryton James – Febbre d'amore
  - Freddie Smith – Il tempo della nostra vita

#### Miglior giovane attrice in una serie TV drammatica
- Kristen Alderson – General Hospital
  - Hunter King – Febbre d'amore
  - Lindsey Morgan – General Hospital
  - Jacqueline MacInnes Wood – Beautiful

#### Miglior team di registi di una serie TV drammatica
- Beautiful
  - Febbre d'amore
  - General Hospital
  - Il tempo della nostra vita

#### Miglior team di sceneggiatori di una serie TV drammatica
- Beautiful
  - Febbre d'amore
  - General Hospital
  - Una vita da vivere

### Programmi d'informazione e intrattenimento

#### Miglior talk show d'informazione
- The Dr. Oz Show
  - The Doctors
  - Katie

#### Miglior talk show d'intrattenimento
- The Ellen DeGeneres Show
  - Live with Regis and Kelly
  - The Talk
  - The View

#### Miglior presentatore di un talk show
- Ricki Lakey – The Ricki Lake Show
  - Anderson Cooper – Anderson
  - Steve Harvey – Steve Harvey
  - Mehmet Öz – The Dr. Oz Show
  - Rachael Ray – Rachael Ray

#### Miglior programma della mattina
- CBS Sunday Morning
  - Good Morning America
  - The Today Show

#### Miglior programma legale
- Judge Judy
  - Last Shot with Judge Gunn
  - The People's Court

#### Miglior programma lifestyle
- The Martha Stewart Show
  - CAPTURE with Mark Seliger
  - Home & Family
  - HOOKED UP with Tom Colicchio
  - My Generation
  - This Old House

#### Miglior game show
- The Price is Right
  - Cash Cab
  - Family Feud
  - Jeopardy!
  - Let's Make a Deal
  - Who Wants to Be a Millionaire?

#### Miglior presentatore di un game show
- Ben Bailey – Cash Cab
  - Wayne Brady – Let's Make a Deal
  - Billy Eichner – Funny or Die's Billy on the Street
  - Steve Harvey – Family Feud
  - Alex Trebek – Jeopardy!

#### Miglior programma culinario
- Best Thing I Ever Made
- Trisha's Southern Kitchen
  - Bobby Flay's Barbecue Addiction
  - Giada at Home
  - Recipe Rehab

#### Miglior presentatore di un programma culinario
- Lidia Bastianich – Lidia's Italy
  - Giada de Laurentiis – Giada at Home
  - Ina Garten – Barefoot Contessa: Back to Basics
  - Ching-He Huang – Easy Chinese With Ching-He Huang
  - Nathan Lyon – Good Food America with Nathan Lyon
  - Kelsey Nixon – Kelsey's Essentials

#### Miglior programma turistico
- Jack Hanna's Into the Wild
  - Born to Explore with Richard Wiese
  - Equitrekking
  - Over Hawaii

#### Miglior presentatore di un programma lifestyle o turistico
- Leeza Gibbons – My Generation
  - Paige Davis – Home Made Simple
  - Jack Hanna – Jack Hanna's Into the Wild
  - Suzanne Somers – The Suzanne Show

### Programmi d'animazione e per bambini

#### Miglior serie animata per bambini
- Kung Fu Panda - Mitiche avventure (Kung Fu Panda: Legends of Awesomeness)
  - I pinguini di Madagascar (Penguins of Madagascar)
  - Robot and Monster
  - Teenage Mutant Ninja Turtles - Tartarughe Ninja (Teenage Mutant Ninja Turtles)
  - WordGirl

#### Miglior interpretazione in una serie animata
- David Tennant – Star Wars: The Clone Wars
  - Curtis Armstrong – Dan Vs.
  - Jim Cummings – Star Wars: The Clone Wars
  - Lee Tockar – SlugTerra - Lumache esplosive
  - Jerry Trainor – T.U.F.F. Puppy
  - Sam Witwer – Star Wars: The Clone Wars

#### Miglior serie animata per la fascia prescolare
- Bubble Guppies
  - Disney Jake and the Never Land Pirates
  - Giust'in tempo
  - Il treno dei dinosauri (Dinosaur Train)

#### Miglior programma per la fascia prescolare
- Sesamo apriti (Sesame Street)
  - The Fresh Beat Band
  - Pajanimals

#### Miglior programma per bambini
- R.L. Stine's The Haunting Hour The Series
  - The Aquabats! Super Show!
  - Everyday Health
  - SciGirls

## Premi speciali
- Lifetime Achievement Award: Monty Hall e Bob Stewart